# Moss Icon
I Moss Icon sono stati una band statunitense proveniente da Annapolis (Maryland) ed attiva nella seconda metà degli anni ottanta.  È considerato uno dei primi a suonare l'emo, genere musicale nato tra il 1984 e il 1985 grazie a band come Rites of Spring e Embrace. 
I Moss Icon vengono spesso inseriti tra le band immediatamente successive al movimento noto come "Revolution Summer", insieme a gruppi come Gray Matter e The Hated. Questi ultimi, anch'essi provenienti del Maryland,  furono legati alla band anche per motivi discografici: fu infatti la loro etichetta, la Vermin Scum, a pubblicare i primi lavori dei Moss Icon nel 1988.

La band tuttavia si staccò ben presto dallo stile emo lanciato qualche anno prima dalle band citate, ponendo le basi per la seconda ondata dell'emo che si sarebbe verificata di lì a poco. Nettamente influenzati da band alternative rock come gli Smiths o post-punk come Joy Division e Peter Murphy, i Moss Icon eliminano dall'emo quasi tutte le influenze hardcore, arricchendo il sound con arpeggi e virtuosismi tecnici ed affinando le doti di canto.

Le loro prime produzioni musicali risalgono al 1988 e comprendono diversi singoli ed EP, oltre a due album completi e ad uno split. La band si è sciolta nel 1991 ma si è riunita temporaneamente nel 2001 per una serie di concerti.

## Formazione
- Jonathan Vance - voce
- Tonie Joy - chitarra
- Monica DiGialleonardo - basso
- Mark Laurence - batteria

## Discografia

### Album studio
- 1994 - Lyburnum (Wit's End Liberation Fly)

### Raccolte
- 1994 - It Disappears

### EP
- 1988 - Hate in Me

### Singoli
- 1989 - Mahpiua Luta
- 1991 - Memorial

### Split album
- 1991 - Moss Icon/Silver Bearing (split con i Silver Bearing)